# Porwanie Sabinek (obraz Nicolasa Poussina z 1633)

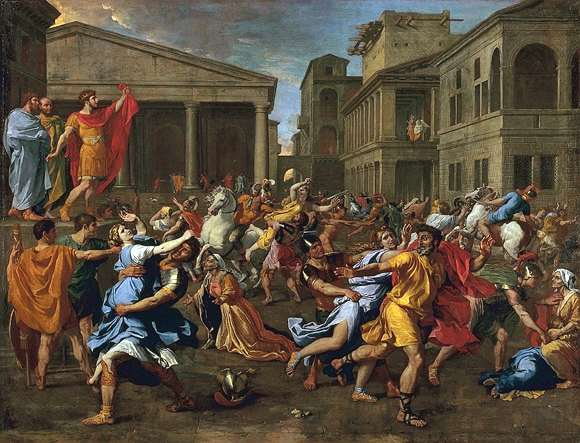
Porwanie Sabinek – wersja z Luwru

Porwanie Sabinek – obraz francuskiego malarza Nicolasa Poussina powstały w latach 1633–1634.
Obraz powstał na zamówienie francuskiego ambasadora w Rzymie. Jego tematem jest opisana przez Plutarcha legenda o mitycznym założycielu Rzymu Romulusie i pierwszych Rzymianach. Według legendy Romulus pragnął ściągnąć z sąsiadującego plemienia Sabinów kobiety do nowego miasta, w którym ich brakowało. By to uczynić, wyprawił ucztę na cześć Neptuna i zaprosił na nią sąsiadów. Sabinowie przybyli na ucztę bez broni. W trakcie zabawy Romulus dał umówiony znak (unosząc skraj płaszcza) pozostałym Rzymianom, którzy napadli na kobiety i porwali je. Z rozkazu Romulusa wojownicy mieli porywać jedynie niezamężne kobiety. Historyk Tytus Liwiusz twierdził, iż porwane Sabinki szybko pojednały się z Rzymianami, a jedna z nich – Hersilia – nawet została żoną Romulusa. Związek ten pozwolił na zawarcie paktu pokojowego z Sabinami i podzielenie się z nimi władzą.
Przedstawiona scena składa się z kilku wątków, tworzących całą opowieść. Na postumencie ukazany został Romulus w czerwonej tunice, dający Rzymianom znak do ataku. Za nim, w oddali, widoczne są Wzgórza Kapitolińskie, późniejszy symbol władzy Rzymu. Poniżej, w centralnej części, wojownik porywa Sabinkę, a ta gestem rozpaczy próbuje przywołać uciekających sabińskich mężczyzn. Przed nimi inny Rzymianin przez pomyłkę porywa kobietę, nie zauważając, iż ta jest zamężna i ma dziecko, które leży poniżej. Obok niego klęczy zrozpaczona mamka.
Po prawej stronie rozgrywa się kolejna dynamiczna scena. Ojciec próbuje powstrzymać porywacza i tym samym obronić swoją córkę przed zniewoleniem. Rzymianin próbuje wyrwać się z objęć starca i jest gotowy zadać mu cios sztyletem. Za nimi znajdują się dwie zupełnie odmienne postacie, przedstawione inaczej niż dynamiczne i pełne ruchu sceny rozgrywające się wokół nich. Jest to para – Rzymianin i Sabinka, którzy zgodnie i w harmonii odchodzą z placu. Według kronikarzy rzymskich porwanie Sabinek miało pomyślny finał, a ukazanie kontrastującej pary na środku obrazu miało przypominać o tym szczęśliwym dla Rzymu i dla opowiedzianej legendy zakończeniu.
W latach 1637–1638 Poussin namalował drugą wersję obrazu, znajdującą się dziś w Luwrze.